# Zosterops explorator
Zosterops explorator là một loài chim trong họ Zosteropidae.